# Magdalena Stanny
Magdalena Stanny (ur. 30 kwietnia 1982) – polska lekkoatletka specjalizująca się w biegu na 3000 metrów z przeszkodami, biegach średniodystansowych i biegach długodystansowych, medalistka mistrzostw Polski.

## Kariera sportowa
Była zawodniczką AZS Poznań.
Na mistrzostwach Polski seniorów zdobyła jeden medal - brązowy w biegu na 3000 metrów z przeszkodami w 2000. 
Rekordy życiowe: 
- 800 m - 2:16,53 (4.09.1999)
- 1500 m - 4:33,67 (28.08.2000)
- półmaraton - 1:24:17 (5.09.2010)
- 3000 m z przeszkodami - 11:04,01 (30.09.2000)